# Hypercompe
Hypercompe é um gênero de traça pertencente à família Arctiidae.